# Trogonophis wiegmanni
La culebrilla mora (Trogonophis wiegmanni) es una especie de reptil escamado de la familia Trogonophidae.

## Descripción
Endemismo magrebí, de hábitos minadores y difícil de detectar. Especie en estado de regresión por la creciente urbanización y degradación de los suelos.

## Distribución
Se extiende desde la región de Sous, al suroeste de Marruecos, hasta la región de Bizerta, al nordeste de Túnez. Se reconocen dos subespecies alopátricas T. w. elegans, llamada culebrilla mora malva, distribuida por la mitad occidental y más húmeda de Marruecos y la especie nominal, T. w. wiegmanni, llamada culebrilla mora amarilla desde el Rif oriental hasta Túnez, en comarcas con precipitaciones menores de 600 mm.
En España están presentes las dos subespecies T. w. elegans en Ceuta y T. w. wiegmanni en Melilla y las tres islas del archipiélago de las Chafarinas.